# Liste der Monuments historiques in Lavans-Vuillafans
Die Liste der Monuments historiques in Lavans-Vuillafans führt die Monuments historiques in der französischen Gemeinde Lavans-Vuillafans auf.

## Liste der Immobilien
| Bezeichnung     | Beschreibung               | Standort          | Kennzeichnung | Schutzstatus | Datum | Bild           |
| --------------- | -------------------------- | ----------------- | ------------- | ------------ | ----- | -------------- |
| Monumentalkreuz | Kalkstein, 16. Jahrhundert | Grande Rue (Lage) | PA00101659    | Classé       | 1936  | weitere Bilder |